# إدارة تسويق المشروعات
تحدد إدارة تسويق المشروعات فئة من البرمجيات المستخدمة من خلال عمليات التسويق لإدارة العمليات الداخلية الشاملة. وتعد إدارة تسويق المشروعات فرعًا من فروع تقنيات التسويق التي تتكون من إجمالي 3 أنواع تقنيات رئيسية تسمح للشركات والعملاء بالمشاركة في حملات التسويق الشاملة والتي تتم في الوقت الفعلي.
وتتكون إدارة تسويق المشروعات من فئات برمجيات التسويق الأخرى مثل تحليلات الويب وإدارة الحملات وإدارة الأصول الرقمية وإدارة محتويات الويب وإدارة موارد التسويق ولوحات قياس أداء التسويق وإدارة العملاء المحتملين والتسويق المعتمد على الأحداث والنمذجة التوقعية وغير ذلك الكثير. والهدف من نشر واستخدام إدارة تسويق المشروعات هو تحسين فاعلية وكفاءة التسويق من خلال زيادة الفاعلية التشغيلية، وتقليل النفقات والفاقد، وتوحيد عمليات التسويق من أجل الوصول إلى الوقت الدقيق والمتوقع للتسويق. ومن بين امتيازات استخدام مجموعات إدارة تسويق المشروعات بدلاً من مجموعة من الحلول المتعلقة بمشكلات محددة فقط تحسين التعاون والفاعلية والشفافية في وظيفة التسويق ككل، بالإضافة إلى تقليل التكلفة الإجمالية على المالك. اعتمادًا على المجموعات المتنوعة من الحلول، يمكن أن تعني إدارة تسويق المشروعات العديد من الأشياء المختلفة حسب العلامات التجارية والصناعات الخاصة. وتسمح إدارة تسويق المشروعات للشركات بتطبيق خط أساسي لعملياتها التي تسمح لها ببدء التطوير تجاه الوصول إلى حل شامل يضم خبرة العملاء وتوقعاتهم وقيمة العلامة التجارية المقترنة بتقنيات التسويق.